# Patesko
Rodolpho Barteczko (Curitiba, Brasil, 12 de noviembre de 1910-Río de Janeiro, Brasil, 13 de marzo de 1988), más conocido como Patesko, fue un futbolista brasileño de origen germanopolaco, nacido en la actual Austria. Se desempeñaba como delantero.

## Biografía
Patesko nació en 1910 en Curitiba, de padre polaco y madre alemana. Inició su carrera como futbolista en el extinto Bangú, donde tiene registros de partidos por primera vez en 1927 y por última vez en 1929. El siguiente año fichó por el Palestra Itália de Curitiba, donde jugó no oficialmente por primera vez en un campeonato no oficial, en un partido ante el Coritiba. Su primer partido oficial por los verdes fue en  17 de junio, ante el Britânia -- Patesko marcó el cuarto gol del partido a los 36 minutos del segundo tiempo. En febrero de 1932, fichó por el Força e Luz de Porto Alegre tras una excursión de un combinado de fútbol del estado de Paraná en Río Grande del Sur. En abril de 1933 despertó el interés del Nacional de Uruguay, entonces entrenado por Carlos Scarone, que lo fichó un mes después con un contrato de un año. En 1934 se suponía que Patesko ficharía por el Palestra Itália pero él posteriormente decidió quedarse en Uruguay. Posteriormente jugó en el Botafogo.

## Selección nacional
Fue internacional con la selección de Brasil en 15 ocasiones y convirtió 6 goles. Disputó dos Copas del Mundo (1934 y 1938, obteniendo en esta última el tercer lugar) y dos Campeonatos Sudamericanos (1937 y 1942). Es uno de los pocos extranjeros en haber jugado en la selección brasileña.

### Participaciones en Copas del Mundo
| Mundial                        | Sede    | Resultado        | Partidos | Goles |
| ------------------------------ | ------- | ---------------- | -------- | ----- |
| Copa Mundial de Fútbol de 1934 | Italia  | Octavos de final | 1        | 0     |
| Copa Mundial de Fútbol de 1938 | Francia | Tercer lugar     | 3        | 0     |

### Participaciones en Copas América
| Copa                         | Sede      | Resultado    |
| ---------------------------- | --------- | ------------ |
| Campeonato Sudamericano 1937 | Argentina | Subcampeón   |
| Campeonato Sudamericano 1942 | Uruguay   | Tercer lugar |

## Clubes
| Club               | País    | Año       |
| ------------------ | ------- | --------- |
| Bangú              | Brasil  | 1927-1929 |
| Palestra Itália-PR | Brasil  | 1930-1932 |
| Força e Luz        | Brasil  | 1932      |
| Nacional           | Uruguay | 1933-1934 |
| Botafogo           | Brasil  | 1934-1943 |
| Atlético Mineiro   | Brasil  | 1941      |

## Palmarés

### Campeonatos regionales
| Título                    | Club     | País   | Año  |
| ------------------------- | -------- | ------ | ---- |
| Campeonato Carioca (AMEA) | Botafogo | Brasil | 1934 |
| Campeonato Carioca (FMD)  | Botafogo | Brasil | 1935 |

### Campeonatos nacionales
| Título           | Club     | País    | Año  |
| ---------------- | -------- | ------- | ---- |
| Primera División | Nacional | Uruguay | 1933 |
| Primera División | Nacional | Uruguay | 1934 |